# Manfred A. Jäch
Manfred A. Jäch (* 1. September 1958 in Scheibbs, Niederösterreich) ist ein österreichischer Koleopterologe. Sein Forschungsschwerpunkt sind Wasserkäfer aus verschiedenen Familien, insbesondere die Familie Hydraenidae.

## Leben
1976 begann Jäch nach dem Besuch des Bundesoberstufenrealgymnasiums Scheibbs mit dem Studium der Biologie und Zoologie an der Universität Wien. Zwischen 1980 und 1981 verbrachte er mehrere Monate im südwestlichen Ceylon (heute Sri Lanka), um in Vorbereitung auf seine Dissertation die Wasserkäfer-Fauna in den Bergbächen zu studieren. 1983 wurde er in Zoologie promoviert. 1985 ging er mit einem Postdoktoranden-Stipendium nach Israel. Er arbeitete für acht Monate als Lektor an der Hebräischen Universität Jerusalem und an der Ben-Gurion-Universität im Negev in Beʾer Scheva. Sein Tätigkeitsschwerpunkt war die Kartierung der aquatischen Käferfauna Israels. Seit September 1985 ist er wissenschaftlicher Mitarbeiter und Kurator am Internationalen Forschungsinstitut für Entomologie des Naturhistorischen Museums Wien. Jäch ist seit 1993 verheiratet. Er hat zwei Söhne und eine Tochter.
In den 1990er Jahren gründete Jäch mit Kollegen am Naturhistorischen Museum das World Water Beetle Collection & Research Center, in dem sich die weltweit bedeutendste Wasserkäfer-Sammlung befindet.
Jäch unternahm Exkursionen in mehr als 40 Länder, darunter nach Sri Lanka, Türkei, Nepal, Griechenland, Israel, Ägypten, Indonesien, Thailand, Ukraine, Texas, Maryland, Mexiko, Kenia, China, Philippinen, Malaysia, Singapur, Australien, Bhutan, Indien, Italien, Neukaledonien, nach Djibouti, Japan, Kolumbien, in die Vereinigten Arabischen Emirate und nach Mauritius.
Jäch ist seit 1988 Chefredakteur der Fachpublikationen Monographs on Coleoptera. Von 1993 bis 2003 war er Chefredakteur des Fachjournals Water Beetles of China.
Jäch beschrieb über 680 Käfertaxa. Davon macht die Familie Hydraenidae den überwiegenden Teil aus.

## Dedikationsnamen
Nach Manfred Jäch sind mehr als 100 Arten und Gattungen, darunter Jaechomorphus aus der Familie der Krallenkäfer (Elmidae), Augyles manfredjaechi aus der Familie der Sägekäfer (Heteroceridae) und Hydraena manfredjaechi aus der Familie Hydraenidae benannt.